# Siphofaneni
Siphofaneni est une ville de l'Eswatini, située dans la région de Lubombo, au centre du pays.